# Fahrpanzer

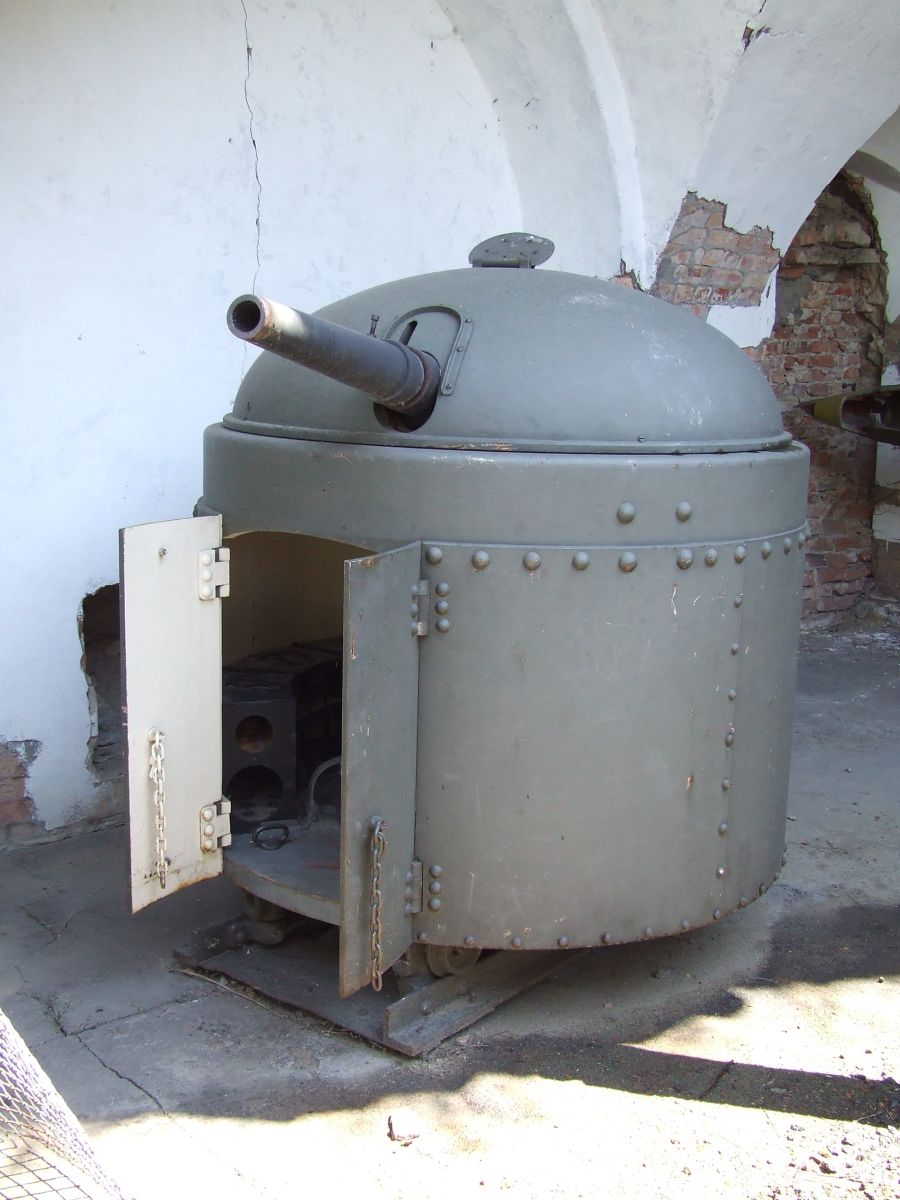
Fahrpanzer w Muzeum Polskiej Techniki Wojskowej

Fahrpanzer – przewoźne wieżyczki pancerne, określane z języka niemieckiego jako "Fahrpanzer" tzn. przewoźne opancerzenie.

## Historia
Zmiany w sposobie prowadzenia walki na przełomie XIX i XX w. spowodowały konieczność wprowadzenia w bronionych obiektach (takich jak forty, mosty, wiadukty) nowego uzbrojenia przeciwszturmowego.
Inżynier Schumann otrzymał od niemieckiego sztabu zadanie opracowania przewoźnego, opancerzonego stanowiska ogniowego lub obserwacyjnego. Tym sposobem narodziła się koncepcja "nowej broni". Podobne wynalazki opracowano również we Francji i Włoszech.

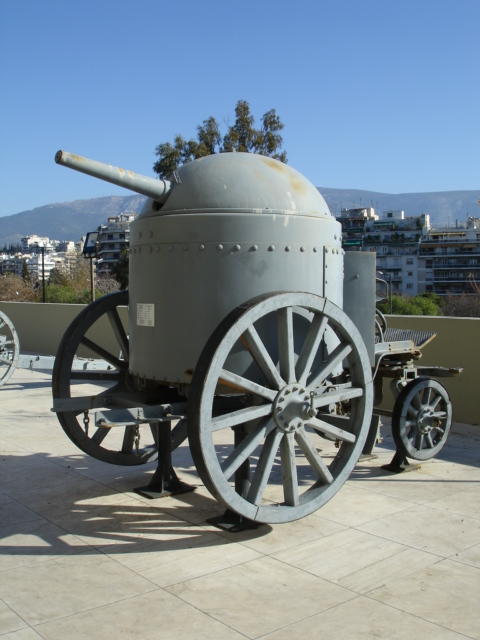
Mobilna wieżyczka w muzeum w Atenach, zdobyta przez Greków na Bułgarach w 1918 roku

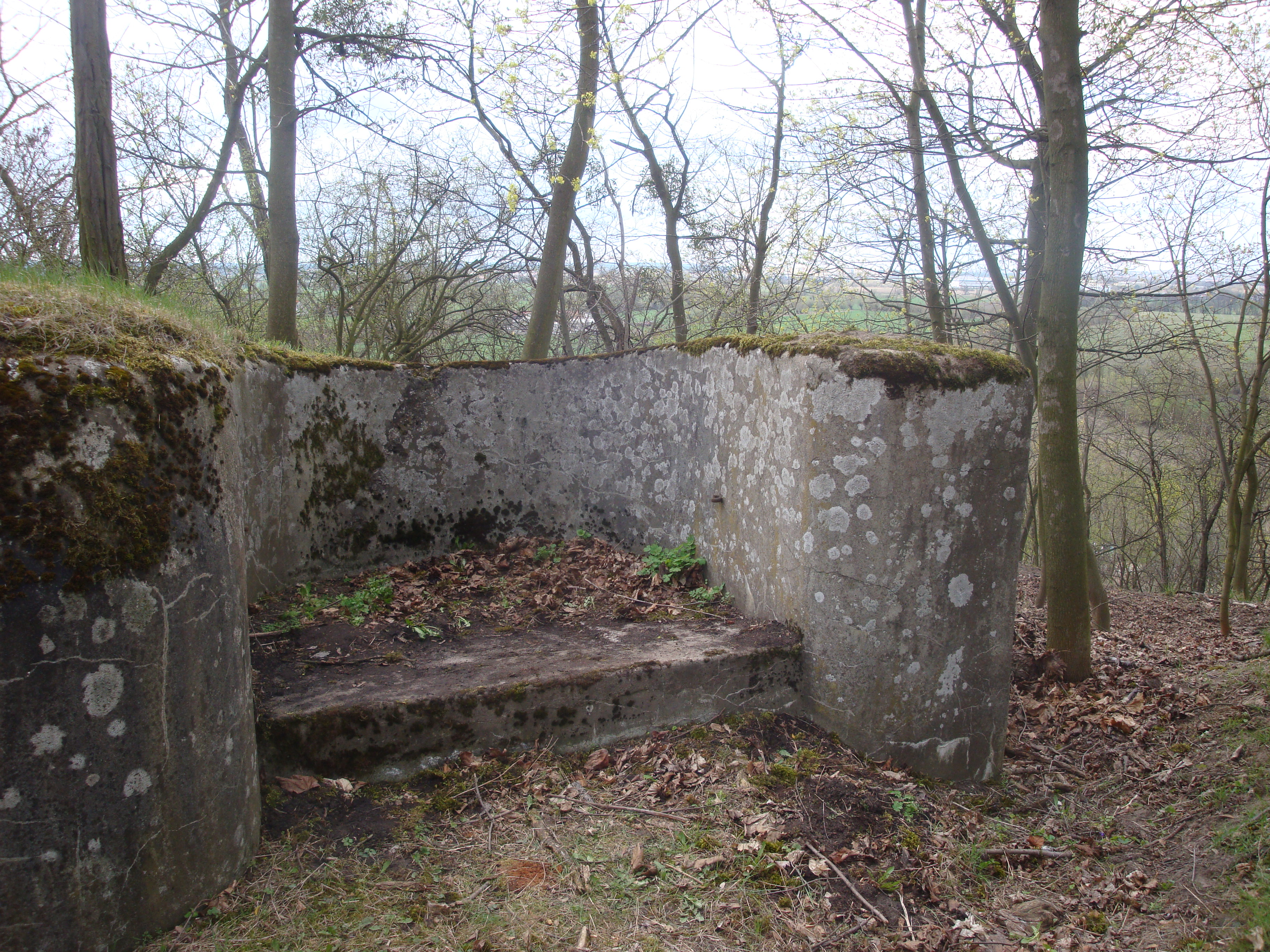
Stanowisko Fahrpanzer w forcie Wielka Księża Góra koło Grudziądza

Wieżyczka nie mogła być zbyt ciężka, aby można było sprawnie ją transportować, np. za pomocą konnego zaprzęgu, dlatego pancerz nie był gruby: jego grubość z nitowanej stali niklowej wynosiła 40 mm. Aby wzmocnić odporność wieżyczki, przygotowywano specjalne stanowisko ogniowe. Składało się ono z betonowego przedpiersia, uchwytów do mocowania wieżyczki oraz krótkiego torowiska umożliwiającego wtaczanie jej na stanowisko ogniowe. Bardzo często po obu stronach betonowego przedpiersia znajdowały się zamykane stalowymi drzwiczkami nisze amunicyjne.
W czasie pokoju wieżyczka była magazynowana w składach artyleryjskich, zabezpieczona przed dewastacją, kradzieżą wyposażenia i czynnikami atmosferycznymi. W momencie ogłoszenia mobilizacji wieżyczkę wtaczano (była wyposażona w cztery małe kółka) na lawetę i przewożono do wcześniej przygotowanego stanowiska ogniowego. Instalowanie wieżyczki nie wymagało specjalnego wyposażenia. Bezpośrednio z lawety, po małym torowisku, przetaczano ją na swoje miejsce. Zaprzęg odprowadzano do składów artyleryjskich.
Wieżyczki produkowano w Zakładach Metalurgicznych Grusona w Magdeburgu-Buckau. Wyprodukowano łącznie około 200 sztuk w kilku odmianach: obserwacyjnych, dla działka 37 mm, dla działka 53 mm oraz dla działka 57 mm. Zachowane wieżyczki można obejrzeć w oddziale Muzeum Wojska Polskiego w Warszawie, w Muzeum Polskiej Techniki Wojskowej w Forcie Czerniakowskim.

## Podstawowe dane techniczne
- ciężar: 2256 kg,
- grubość pancerza: 40 mm,
- uzbrojenie: działko szybkostrzelne L24 kalibru 53 mm,
- szybkostrzelność: 25 strzałów na minutę,
- zasięg – w zależności od rodzaju pocisku – od 400 m do 3200 m,
- poziomy kąt ostrzału: 360°,
- czas obrotu o 360°: 15 sekund,
- pionowy kąt ostrzału: –5° – +10°,
- obsługa: 2 kanonierów.